# Myriopathes stechowi
Myriopathes stechowi is een Antipathariasoort uit de familie van de Myriopathidae. De wetenschappelijke naam van de soort is voor het eerst geldig gepubliceerd in 1932 door Pax.